# Aéroport de Cap Skirring
Pour les articles homonymes, voir CSK.
L'aéroport international de Cap Skirring, au Sénégal (code IATA : CSK • code OACI : GOGS) est desservi par Air Sénégal International et reçoit des vols réguliers en provenance de l'Europe.

## Histoire
Une première piste d'atterrissage en terre, pour petits avions, a été construite à la fin des années 1960 par des membres de l'Aéroclub de Ziguinchor.
La piste rapidement bétonnée sur 1 450 mètres fut portée à 2 000 mètres avec un prolongement non revêtu de 360 mètres après l'installation du Club Méditerranée à Cap Skirring en 1973.
Courant 2021, l'intégralité de la piste, des aires de stationnement et de l'aérogare sont réhabilités.

## Situation
| \| 50 km1:10 137 000 \| Saint-Louis · XLS Ziguinchor Dakar · DKR Dakar · DSS Kolda Cap Skirring Kédougou Tambacounda Linguère Kaolack |
| 50 km1:10 137 000 |

## Compagnies et destinations
| Compagnies  | Destinations    |
| ----------- | --------------- |
| Air Senegal | Dakar-B. Diagne |
| Transair    | Dakar-B. Diagne |

Edité le 5/08/2023